# Philippe Cosson
Pour les articles homonymes, voir Cosson (homonymie).
Vous pouvez aider à l'améliorer ou bien discuter des problèmes sur sa page de discussion.
- Il semble être autobiographique ou autocentré et avoir fait l'objet de modifications substantielles, soit par le principal intéressé, soit par une personne en lien étroit avec le sujet. Il peut être nécessaire de l'améliorer pour respecter le principe de neutralité de point de vue. (Marqué depuis juin 2023)

Vous pouvez aider à l'améliorer ou bien discuter des problèmes sur sa page de discussion.
- Il ne cite pas suffisamment ses sources. Vous pouvez indiquer les passages à sourcer avec {{référence nécessaire}} ou {{Référence souhaitée}}, et inclure les références utiles en les liant aux notes de bas de page. (Marqué depuis avril 2024)
- Son contenu est rédigé entièrement ou presque à partir d'une seule source. N'hésitez pas à modifier cet article pour améliorer sa vérifiabilité en apportant de nouvelles références dans des notes de bas de page. (Marqué depuis avril 2024)
- Certaines informations devraient être mieux reliées aux sources mentionnées dans la bibliographie ou les liens externes. Améliorez sa vérifiabilité en les associant par des références. (Marqué depuis avril 2024)

- Archive Wikiwix
- Bing
- Cairn
- DuckDuckGo
- E. Universalis
- Gallica
- Google
- G. Books
- G. News
- G. Scholar
- Persée
- Qwant
- (zh) Baidu
- (ru) Yandex
- (wd) trouver des œuvres sur Wikidata

Philippe Cosson, né le 12 novembre 1953 à Toulouse est un producteur et réalisateur français. Il produit des films de long métrage et réalise des films documentaires.

## Parcours
Philippe Cosson est producteur de films de long-métrage et réalisateur de films documentaires. Il est le gérant de la société de production Zagarianka Productions, créée en 1999. Il s’associe en 2012 à Michel Frichet, également producteur.
Philippe Cosson commence sa carrière en réalisant une trentaine de films publicitaires ainsi qu’une centaine de films-annonce. Notamment pour Jean-Pierre Mocky, Claude Chabrol, Luc Besson, Jean Rouch, Agnès Varda, Coline Serreau, Raoul Coutard, Istvan Szabo, Jacques Bral, André Génovès.
Philippe Cosson sera associé et producteur exécutif de Daniel Toscan du Plantier et de Frédéric Sichler.
Raymond Danon soutient sa première production cinématographique.
Philippe Cosson a acquis une expérience dans les coproductions internationales, en particulier avec : l’Argentine, l'Allemagne, la Belgique, le Canada, l’Italie, la Russie, la Suisse, la Syrie, la Turquie. 
De 2005 à 2013, Philippe Cosson réalise et produit une série de huit films documentaires en Asie du Sud-Est. Son premier film, Les Armes de la Honte dénonce les mines antipersonnel. Le film est largement soutenu par Paul McCartney et Axelle Red. 
Puis il choisit d'aborder le thème des bombes et autres explosifs n'ayant pas explosé qui revêtent les sols des trois petits pays de l'ex-Indochine, les « restes » de la guerre du Viêt-Nam qui durant plus de douze années, ont opposé les armées américaines aux combattants vietnamiens, laotiens et cambodgiens. 
Deux de ses films, dont Pluie du Diable, distribué en salles par Bac films, sorti en 2010, sont soutenus par Handicap International.
En 2014, il crée Gabriel Productions en association avec Hervé Lambel et sans abandonner sa société Zagarianka Productions, spécialisée dans la production de films documentaires, il revient à la production du long-métrage de cinéma, en demandant à Jean-Claude Carrière et à Volker Schlöndorff d'adapter un roman de Vladimir Volkoff.

## Filmographie

### Courts métrages
- 1987 : La Part maudite de Christian Vincent
- 1991 : Il est interdit de jouer dans la cour d'Ann Le Monnier avec Samuel Fuller

### Longs métrages
- 1989 : Erreur de jeunesse de Radovan Tadic
- 1992 : Les enfers font salle comble de Fabienne Giezendanner
- 1992 : Vagabond d'Ann Le Monnier
- 1995 : Visiblement je vous aime de Jean-Michel Carré
- 1995 : Ne pars pas Triandafilis (Sen de Gitme) de Tunç Basaran
- 1998 : Le Nuage (La Nube) Fernando Solanas
- 2000 : Le P’tit Bleu de François Vautier
- 2001 : Karmen Geï de Joseph Gaye Ramaka
- 2003 : Alice la malice de Jean-Michel Carré
- 2004 : Koursk, un sous-marin en eaux troubles de Jean-Michel Carré
- 2007 : Kings of the world de Valérie Mittaux et Anna Pitoun
- 2009 : Pluie du diable de Philippe Cosson

### Documentaires
- Alfred Nakache, le nageur d’Auschwitz de Christian Meunier
- Zone rouge de Gérard Rougeron
- Il y a tant de choses à raconter d'Omar Amiralay
- Les Armes de la honte de Philippe Cosson
- Et la paix succèdera à la guerre de Philippe Cosson
- Les Chemins de la liberté de Philippe Cosson